# Beliansky potok
Beliansky potok este o arie protejată (arie specială de conservare — SAC, sit de importanță comunitară — SCI) din Slovacia întinsă pe o suprafață de 2,52 ha, integral pe uscat.

## Localizare
Centrul sitului Beliansky potok este situat la coordonatele 49°12′03″N 20°25′05″E / 49.200707°N 20.418031°E.

## Înființare
Situl Beliansky potok a fost declarat sit de importanță comunitară în aprilie 2004 pentru a proteja 1 specie de animale. Situl a fost protejat și ca arie specială de conservare în martie 2004.

## Biodiversitate
Situată în ecoregiunea alpină, aria protejată nu include niciun habitat protejat.
La baza desemnării sitului se află o specie protejată de  pești: cicar (Lampetra planeri).